# ديفيد فايت
ديفيد فايت (بالألمانية: David Veit)‏ هو كاتب وطبيب ألماني، ولد في 8 نوفمبر 1771 في فروتسواف في بولندا، وتوفي في 15 أبريل 1814.